# Au cœur de l'enfer 2/2
Au cœur de l'enfer - 2e partie est le septième épisode du feuilleton télévisé Prison Break. C'est la suite de l'épisode précédent.

## Résumé
Michael Scofield passe à travers les conduits de la prison pour sauver Sara Tancredi du traquenard dans lequel l'ont placée les émeutiers. Tandis que ceux-ci tentent de l'enfumer, Sara accepte la main tendue de Michael et se réfugie auprès de lui dans les plafonds de la prison.
Lincoln est guidé par un autre prisonnier, Turk, qui croit savoir où se trouve Michael. Turk est en fait employé par l'agent Paul Kellerman et conduit Lincoln dans un endroit isolé pour tenter de le tuer. Surpris, Lincoln réussit à se défendre et parvient à le rendre inconscient avant qu'il puisse lui causer quelque dommage.
Pendant ce temps dans la cellule de Michael et Sucre, T-Bag garde un œil sur le gardien qui connaît désormais le plan d'évasion, tandis qu'il s'amuse à faire des remarques cruelles sur sa fille. John Abruzzi passe par le trou et aide Sucre à casser le mur, leurs croyances religieuses respectives ajoutant une deuxième dimension au complot tandis qu'ils forent à travers l'image du diable. Pendant qu'ils sont dans les canalisations, Sara interroge Michael sur ses connaissances à propos des conduits. Il lui répond qu'il a dû effectuer des tâches dans le cadre du TP.
À l'extérieur de la prison, Veronica et Nick arrivent à Washington et reçoivent une information intéressante de la part d'un des associés de Nick, un détective privé. Il a retracé la provenance de l'appel téléphonique qui a dénoncé le crime de Lincoln. La cabine téléphonique se trouve juste à côté de l'immeuble appartenant à la société Ecofield, qui était dirigée par Terrence Steadman. Le téléphone sonne à l'instant où ils sont juste à côté de la cabine. Une voix leur annonce qu'ils vont mourir. Inquiets, ils s'enfuient.
Abruzzi et Sucre parviennent à briser le mur et rient d'excitation. Michael et Sara réussissent à échapper aux autres prisonniers et parviennent à une sortie de la prison. Néanmoins, Sara remarque  soudain la lumière rouge de la lunette de vision d'un tireur isolé sur le torse de Michael. Elle refuse de partir craignant qu'il ne soit froidement assassiné. Michael ordonne à Sara de sortir et réussit à éviter les balles en se jetant à terre. Au même moment, l'un des prisonniers qui les poursuivait est abattu par le tireur. Alors qu'ils retournent en vitesse dans leurs cellules, Michael et Lincoln se retrouvent et se serrent dans les bras avec émotion. De retour dans la cellule de Michael, l'équipe discute du sort qu'ils doivent maintenant réserver au gardien. Tout le monde, excepté T-Bag, est d'accord de le laisser en vie. Cependant, T-Bag le tue en le poignardant sauvagement à l'estomac et le balance par-dessus la rambarde. Ayant assisté à toute la scène, Westmoreland est la dernière personne à avoir vu Bob en vie.
Sara demande à un collègue si le TP s'est occupé de travaux toxiques dans les conduits. Comme il lui répond qu'ils ne l'ont jamais fait, Sara nourrit des soupçons à l'égard de Michael.

## Informations complémentaires

### Chronologie
- Cet épisode se déroule le 25 avril.

### Culture
- La chanson Nine Thou des Styles of Beyond est entendue au tout début de l'épisode.

- Lors d'une scène, T-Bag surnomme le gardien Bob : Deputy Dawg. Deputy Dawg (en) était un personnage d'un dessin animé des années 1960.

### Erreurs
- Lorsque Lisa (mère de LJ) lui éteint la TV, on peut apercevoir dans le reflet de la vitre d'un meuble, le cameraman en train de filmer la scène.
- Lorsque Veronica et Nick arrivent devant le téléphone public, Nick dit « 1500 avenue de la constitution » alors que le panneau indique « 1100 ».

### Divers
- C'est le premier épisode dans lequel Paul Adelstein (agent Paul Kellerman) n'apparaît pas.

- Il y a deux résumés des faits antérieurs dans cet épisode : l'un concerne les cinq premiers épisodes, l'autre concerne le 6e, Au cœur de l'enfer 1/2 (épisode de Prison Break), étant donné qu'il s'agit d'un double épisode.